# The Carrie Diaries (série de televisão)
The Carrie Diaries é uma série de televisão americana transmitida pela The CW, que se passa nos anos 80 e é um spin-off da série de televisão Sex and the City. A série, baseada no livro homônimo, é sobre a fase juvenil da personagem principal de Sex and the City, Carrie Bradshaw. Sua estreia foi em 14 de janeiro de 2013, 10 anos após Sex and the City ser finalizada.
A serie foi renovada para uma segunda temporada que estreou no dia 25 de outubro de 2013.  Em maio de 2014, a CW cancelou a série após duas temporadas. No Brasil, foi exibida pelos canais pagos Boomerang e Glitz*. Em 2014, o SBT anunciou a compra da série.

## Premissa
O ano é 1984. A história é um prequela de Sex and the City, contando as aventuras da jovem Carrie Bradshaw (AnnaSophia Robb) e seu amor pela 'Cidade', Nova Iorque. Na sua fase adolescente, Carrie mora com o pai e sua irmã, Dorrit (Stefania Owen). A família perdeu a mãe há pouco mais de três meses e lida com os problemas do trauma. Na escola, ela enfrenta os mesmos problemas de uma garota de 16 anos. Apaixonada pelo novato, Sebastian Kydd (Austin Butler), que também não nega ter sua paixonite por ela, Carrie enfrenta a fúria de sua rival Donna Ladonna (Chloe Bridges), que não hesita em fazer de tudo para ficar com Sebastian. Os amigos de Carrie também tem seus próprios problemas e segredos, como perder a virgindade, homossexualidade e a procura do verdadeiro 'eu'. Carrie trabalha uma vez por semana em uma empresa de direito por créditos escolares, em Manhattan; é quando o amor a primeira vista acontece. Na 'cidade' mais badalada da época, Carrie descobre que pode criar uma vida nova para si mesma. Uma vida onde ela pode ser quem ela realmente é. É quando conhece Larissa Loughton (Freema Agyeman), que trabalha na Interview Magazine e faz de tudo para manter Carrie ao seu lado. Larissa e seus amigos, que são pessoas muito influentes no mundo da moda, música e literária não sabem que Carrie tem apenas 16 anos e ainda está no Ensino Médio. Carrie então, ganha uma vida dupla, no caminho de encontrar a sua voz e ser quem ela realmente quer ser e a vida que seu pai quer para ela.

## Elenco
- AnnaSophia Robb como Carrie Bradshaw
- Ellen Wong como Jill Thompson (Mouse)
- Katie Findlay como Maggie Landers
- Stefania Owen como Dorrit Bradshaw
- Austin Butler como Sebastian Kydd
- Freema Agyeman como Larissa Louglihton
- Matt Letscher como Tom Bradshaw
- Chloe Bridges como Donna Ladonna
- Brendan Dooling como Walt Reynolds
- Jake Robinson como Bennet
- Evan Crooks como Miller

## Personagens
- AnnaSophia Robb como Carrie Bradshaw - Carrie é uma garota meiga,divertida,bonita e ansiosa que adora moda. Para conseguir conquistar seus sonhos Carrie terá que enfrentar vários obstáculos e ela terá a ajuda de Larissa (amiga de Carrie que trabalha na interview magazines) e Carrie também se apaixonará por Sebastian.

- Austin Butler como Sebastian Kydd - misterioso, bonito e carinhoso, deixa todas as meninas babando, como foi no seu primeiro dia de aula. Ele se apaixonará por Carrie, mas ele namorará Donna. Sebastian se meterá em várias confusões, mas terá muita ajuda de Carrie para superá-las. Um pouco isolado por pouca atenção da mãe mas com o tempo Carrie o ajudará para inverter isso.

- Chloe Bridges como Donna Ladonna - metida e arrogante é a rainha da escola, tem inveja de Carrie por Sebastian gostar dela, mas com o tempo ela mostrará que tem um bom coração e que também se importa com outras pessoas.

- Ellen Wong como Mouse - inteligente, carinhosa e muito companheira é uma das melhores amigas de Carrie. Às vezes um pouco competitiva como no episódio 09. Mostrará ser uma ótima amiga e uma ótima aluna que de acordo com ela é a "aluna nota A".

- Katie Findlay como Maggie Landers - uma das melhores amigas de Carrie categorizada pelas amigas como uma "Drama Queen" (rainha do drama). Namorava o Walt mas eles terminaram após ele descobrir que ela havia traído ele. Não tem um relacionamento muito bom com os pais, mas ela vai aprender que a lei do relacionamento não importa qual tipo de relacionamento seja ,sempre precisa saber ouvir não apenas falar. Quando Maggie beija Sebastian, Carrie não quer ter Maggie como sua amiga.

- Stefania Owen como Dorrit Bradshaw - é a irmã de Carrie, meio rebelde pela perda da mãe e não gosta que mandem nela, mas a partir do episódio 10 ela começa a mudar, pois agora tem um namorado com qual perdeu a virgindade.

- Brendan Dooling como Walt Reynolds - amigo de Carrie, ele se sente confuso com sua sexualidade, agora apaixonado por um colega, ele está em duvida se deve assumir ser gay e viver a vida como quer ou viver se escondendo.

## Exibição no Brasil
A série estreou no Brasil no dia 20 de maio de 2013, pelo canal Boomerang com dublagem brasileira. A primeira temporada foi finalizada em 13 de agosto. No mesmo dia, enquanto o Boomerang exibia o final de temporada, o canal Glitz* começou a reprisar a temporada desde o seu primeiro episódio. Mais tarde, com a reformulação do Boomerang, a série foi oficialmente transferida para o Glitz*, que exibiu a segunda temporada a partir de 2014.

## Cancelamento
Em 8 de Maio de 2014, o canal CW anunciou o cancelamento da série após o fim da segunda temporada. O motivo foi a queda considerável de audiência entre a primeira e a segunda temporada.

## Episódios
| Temporada | Temporada | Episódios | Exibição original     | Exibição original     |
| Temporada | Temporada | Episódios | Estreia da temporada  | Final da temporada    |
| --------- | --------- | --------- | --------------------- | --------------------- |
|           | 1         | 13        | 14 de janeiro de 2013 | 8 de abril de 2013    |
|           | 2         | 13        | 25 de outubro de 2013 | 31 de janeiro de 2014 |

## Recepção
Em sua primeira temporada, The Carrie Diaries foi recebida com críticas mistas por parte da crítica especializada. Com tomatometer de 63% em base de 30 críticas, o Rotten Tomatoes publicou um consenso: “Anna Sophia Robb é encantadora como a líder no Carrie Diaries, mesmo que esse spin-off de Sex and the City às vezes sofra de narração exagerada e um pouco mal escrita”. Tem 88% de aprovação por parte da audiência, usada para calcular a recepção do público a partir de votos dos usuários do site. Por comparação no Metacritic tem 57% de metascore em base de 23 avaliações profissionais.

### Prêmios e indicações
| Ano  | Resultado | Prêmio                                   | Categoria                                                       | Destinatários   |
| ---- | --------- | ---------------------------------------- | --------------------------------------------------------------- | --------------- |
| 2013 | Indicado  | Teen Choice Awards                       | Melhor Novo Programa de TV                                      |                 |
| 2013 | Indicado  | Teen Choice Awards                       | Choice TV: Breakout                                             | AnnaSophia Robb |
| 2014 | Indicado  | Young Artist Awards                      | Melhor Performance em Série de TV - Jovem Ator Recorrente 17-21 | Evan Crooks     |
| 2014 | Indicado  | Dorian Award                             | Mostra de TV Desconhecida do Ano                                |                 |
| 2015 | Venceu    | Teen Film/TV Series International Awards | Série de comédia excepcional, drama ou musical                  |                 |
| 2015 | Indicado  | Teen Film/TV Series International Awards | Melhor Atriz de TV: Comédia, Drama ou Musical                   | AnnaSophia Robb |